# Leonie van Vliet
Leonie van Vliet (13 de junio de 1993) es una deportista de los Países Bajos que compite en atletismo. Ganó una medalla de oro en el Campeonato Europeo de Atletismo por Equipos de 2021, en la prueba de 4 × 100 m.